# منال عیسی
منال عیسی (زادهٔ ۹ مارس ۱۹۹۲) بازیگر فرانسوی-لبنانی است. او در سال ۲۰۱۵ برای بازی در فیلم ترس از هیچ برندهٔ جایزهٔ بهترین بازیگر زن از جشنوارهٔ فیلم اروپایی لز آرک شد و یک سال بعد برای همان فیلم در فهرست نامزدان دستهٔ بهترین بازیگر زن آینده‌دارِ جایزه لومیر قرار گرفت.

## فیلم‌شناسی
| عنوان               | سال انتشار | نقش    | کارگردان     |
| ------------------- | ---------- | ------ | ------------ |
| ناکتوراما           | ۲۰۱۶       | سبرینا | برتران بونلو |
| ترس از هیچ (پاریسی) | ۲۰۱۵       | لینا   | دنیل اربید   |